# Horvát csabak
A horvát csabak (Telestes polylepis) a sugarasúszójú halak (Actinopterygii) osztályának pontyalakúak (Cypriniformes) rendjébe, ezen belül a pontyfélék (Cyprinidae) családjába tartozó faj.

## Előfordulása
A horvát csabak csak Horvátországban, a Duna vízgyűjtőjéhez tartozó folyókban és tiszta vizű tavakban él.

## Megjelenése
A hal teste nyújtott, oldalról lapított, háta élőhelye szerint többé vagy kevésbé magas, feje hosszú, orra tömpe, szájrése gyengén alsó állású. Hátúszója 10, farok alatti úszója 11-12 sugarú. A farok alatti úszó pereme gyengén beöblösödő. Pikkelyei nagyok, 52-55 az oldalvonal mentén. Garatfogai kétsorosak, 2.5-5(4).2. Háta sötét, szürkésbarna, szürkészöld vagy éppen feketés árnyalatú kékesszürke. Oldalai világosabbak és ezüstösen csillogóak. Hasa fehéres, ívás idején rózsaszínű árnyalattal. Úszói sötét bőrszínűek, a tövi részük a mélysárgától a narancsszínűig változik. A szem hátulsó szegélyétől a farokúszó tövéig keskeny, sötétszürke vagy barna színű hosszanti sáv húzódik, amely különösen az ívó példányokon látszik jól. Ez a halfaj legfeljebb 15 centiméter hosszú.

## Életmódja
A homokos és kavicsos fenék közelében tanyázó rajhal. Feltételezhetően apró fenéklakókkal, például férgekkel, apró rákokkal, rovarlárvákkal, kis csigákkal és kagylókkal táplálkozik.

## Felhasználása
Gazdasági és sportszempontból értéktelen.